# Einakter
Der Einakter ist ein in einem einzigen Akt gespieltes Bühnenstück. Er weist deshalb meist einen zeitlich geringeren Umfang auf. Abendfüllende Einakter wie Fräulein Julie des Schweden August Strindberg sind seltener in Theaterspielplänen vertreten. Häufig kommen die Stücke ohne größeren Szenenwechsel aus.

## Geschichte
Der Einakter ist unter die ältesten dramatischen Formen einzureihen. Schon in der griechischen Antike entwickelten sich im mythisch-dionysischen Umfeld kurze szenische Auftritte, aus denen dann Dramen geboren wurden. Handlung, Zeit und Ort sind in klassischer Weise hier vereint.
In Spanien tauchen diese Elemente in beliebten Einaktern von Lope de Rueda oder in Zwischenspielen von Cervantes auf. Die Fastnachtsspiele von Hans Sachs beweisen, dass der Einakter auch in Deutschland früh Anklang fand. Die Spielform setzte sich in den Theatern erst in der Mitte des 18. Jahrhunderts allmählich durch. Erfolgreiche Umsetzungen dieses Genres geschahen mit Gotthold Ephraim Lessings „Philotas“ (1759) oder in verschiedenen Singspielen des Komponisten Wolfgang Amadeus Mozart. In den Zeitaltern der Wiener Klassik und Romantik gefiel die kurze Form. Im Werk Johann Wolfgang von Goethes haben mehrere Einakter ihren Platz gefunden. Der wohl berühmteste Einakter der deutschen Literatur dürfte Heinrich von Kleists Lustspiel Der zerbrochne Krug sein.
Beim Drama im literarischen Impressionismus dominiert der Einakter. Zu den Autoren, die solche Stücke verfassten, gehören auch Franz Werfel und Anton Tschechow.

## Moderne Einakter
Im 20. Jahrhundert gewinnt der Einakter Beliebtheit im modernen Drama. Dieses konzentriert sich auf die Darstellung eines verfolgbaren Bruchstücks aus einer komplizierter gewordenen Welt. Bühnengestalten werden einen ausgewählten Lebensabschnitt lang in ihrer Situation oder ihren Problemen geschildert. Im modernen Experimentiertheater ermöglicht der Einakter Szenen des Absurden, der Diskontinuität und allerlei Abstraktheit.
Heutige Einakter zeichnen sich durch einen offenen Beginn und einen offenen Schluss aus. Zu den Dramatikern, die sich dieser Form im Schauspiel bedienten, zählen unter anderem Samuel Beckett, Bertolt Brecht, Václav Havel, Hugo von Hofmannsthal, Arthur Schnitzler, Ferenc Molnár, Günter Grass, die Kammerstücke von Jean Tardieu oder Thornton Wilder.

## Einakter im Musiktheater
Operneinakter wurden im 18. Jahrhundert ursprünglich als Operette (Diminutiv des Wortes Oper = kleine Oper) bezeichnet. Diese Einakter wurden sowohl von Wanderbühnen als auch von Stadttheatern im Rahmen von gemischten Programmen und bunten Abenden aufgeführt. Ab der Mitte des 19. Jahrhunderts begannen die vornehmeren, größeren Theater zunehmend abendfüllende Werke zu spielen, um sich mehr von den Wanderbühnen abzugrenzen. Da die Einakter dadurch aus dem Repertoire fielen, sind heute nur noch wenige Stücke aus dieser Zeit bekannt, wie z. B. Bastien und Bastienne von  Wolfgang Amadeus Mozart  (vermutlich 1768), Abu Hassan von Karl Maria von Weber (1811), und Die Opernprobe von Albert Lortzing (1851).
Als Gegenbewegung zu diesem Trend entwickelte sich im 19. Jahrhundert eine eigene Gattung Operette, deren Werke in der ersten Zeit ebenfalls aus Einaktern bestand. Einer ihrer Urheber war Jacques Offenbach mit seinem Théâtre des Bouffes-Parisiens in Paris. Als Beispiele seien genannt: Die beiden Blinden, Ba-ta-clan, Fortunios Lied, Häuptling Abendwind, Die Insel Tulipatan, Die Verlobung bei der Laterne und Die verwandelte Katze. Einaktige Operetten komponierten auch Franz von Suppè, (Pique Dame, Banditenstreiche und Die schöne Galathée), Karl Millöcker (Der tote Gast, Die lustigen Binder, Die keusche Diana) und Leo Fall (Brüderlein fein).
Ende 19. bis Mitte 20. Jahrhundert entstanden zunehmend auch in der Gattung Oper neue Einakter, die zum Teil als abendfüllende Werke (Oper ohne Pause) aufgeführt werden, wie Das Rheingold von Richard Wagner (1869), Salome (1905) und Elektra (1909) von Richard Strauss.
Kürzere Einakter werden oft zusammen mit anderen Werken aufgeführt.
Sehr beliebt ist die Kombination der Verismo-Oper Cavalleria rusticana (1889) von Pietro Mascagni mit dem Zweiakter Pagliacci von Ruggero Leoncavallo. Eine Sonderstellung nehmen die drei von Giacomo Puccini unter dem Titel Il trittico im Jahr 1918 komponierten Einakter Il tabarro, Suor Angelica und Gianni Schicchi ein.
Weitere bekannte Opern-Einakter sind Herzog Blaubarts Burg von Béla Bartók (1918), L’enfant et les sortilèges (1925) und L’heure espagnole (1911) von Maurice Ravel, Der Mond (1939) und Die Kluge (1943) von Carl Orff, Volo di notte (1940) von Luigi Dallapiccola, Amahl and the Night Visitors (1951) und The Telephone (1947) von Gian Carlo Menotti und The Bear (Der Bär) (1967) von William Walton.

## Volksstücke
Eine über Jahrzehnte hinweg reichende Tradition hat der Einakter nicht zuletzt im Schwank, im Lustspiel sowie im Volksstück. Die Programme der Singspielhallen, die als volkstümliche Unterhaltungsstätten in der zweiten Hälfte des 19. Jahrhunderts entstanden, setzten sich oft aus Einaktern zusammen oder glichen einem Bunten Abend.
Mehrere bayerische Volksstücke in dieser Form stammen aus der Feder von Ludwig Thoma. Michael Holzinger schrieb Einakter in der Mundart des Banat.

## Film
In der Pionierzeit des Kinos ging es den Filmemachern vordergründig um den kuriosen Schaueffekt der bewegten Bilder. In der Zeit nach 1910, als das Kino mit den artistischen Nummern in den Music Halls und Vaudeville-Theatern konkurrierte, entstanden viele „Einakter“ in der Länge solcher Nummern, die alltägliche Szenen, spektakuläre Tricks oder humoristische Farcen zum Inhalt hatten. Sie waren technisch auf eine Filmrolle (Reel) beschränkt.